# Christian Strehlau
Christian Strehlau est un joueur français de volley-ball né le 13 juin 1971 à Mulhouse (Haut-Rhin). Il mesure 1,97 m et joue central. Il totalise 10 sélections en équipe de France.
En octobre 2018, il est nommé directeur général du Paris Volley.

## Clubs
| Club                       | De        | À         |
| -------------------------- | --------- | --------- |
| VBC Kingersheim            | 1990-1991 | 1990-1991 |
| Rennes EC                  | 1991-1992 | 1992-1993 |
| US Mulhouse                | 1993-1994 | 1993-1994 |
| Tours VB                   | 1994-1995 | 1995-1996 |
| Montpellier UC             | 1996-1997 | 1996-1997 |
| Keski-Savon Pateri         | 1997-1998 | 1997-1998 |
| Gonzaga Milan              | 1998-1999 | 1998-1999 |
| Pallavolo Loreto           | 1999-2000 | 1999-2000 |
| AEK Athènes                | 2000-2001 | 2000-2001 |
| Unicaja Almeria            | 2001-2002 | 2001-2002 |
| Sisley Trévise             | 2002-2003 | 2002-2003 |
| Nice VB                    | 2003-2004 | 2003-2004 |
| Paris Volley               | 2004-2005 | 2004-2005 |
| Rennes EC/Rennes Volley 35 | 2005-2006 | 2007-2008 |
| Marseille Volley 13        | 2008-2009 | 2008-2009 |
| AS Orange Nassau           | 2009-2010 | 2009-2010 |

## Palmarès
- Coupe de la CEV (1)
  - Vainqueur : 2003
- Championnat d'Espagne (1)
  - Vainqueur : 2002
- Championnat d'Italie (1)
  - Vainqueur : 2003
- Coupe de Finlande (1)
  - Vainqueur : 1997
- Coupe d'Espagne (1)
  - Vainqueur : 2002
- Supercoupe de France (1)
  - Vainqueur : 2004